# حافظه خازن احیا کننده
حافظه خازن احیا کننده یک نوع حافظه کامپیوتری است که از خاصیت الکتریکی خازن برای ذخیره کردن بیت های داده استفاده می کند. به دلیل اینکه شارژ ذخیره شده به آرامی تخلیه می شود، این حافظه ها باید به شکل دوره ای بازسازی شوند (به معنی اینکه خوانده شوند و بازنویسی شوند، همچنین به نام Refreshed ) از دست رفتن داده ها جلوگیری شود.
انواع دیگری از حافظه های کامپیوتری هستند که برای ذخیره کردن داده ها از خاصیت الکتریکی خازن استفاده می کنند، اما لازم نیست که کار بازسازی را انجام دهند. به طور سنتی، اینها یا تا حدودی غیرعملی بوده اند (مثل لوله سلکترون  ) یا فقط به عنوان حافظه فقط خواندنی مناسب در نظر گرفته می شوند (برای مثال، EPROM ، EEPROM / حافظه فلش  ) چون نوشتن به شکل قابل توجهی داده طولانی تر از خواندن نیاز دارد.

## تاریخ
اولین حافظه خازن احیا کننده ای که ساخته شده بود، حافظه درام خازن درحال چرخش کامپیوتر آتاناسوف-بری (1942) بود. هر یک از دو درام آن قادر بود سی عدد دودویی 50 بیتی (هر کدام 1500 بیت) را ذخیره کند، با سرعت 60 دور در دقیقه می چرخید و در هر چرخش دوباره تولید می شد (یک هرتز نرخ نوسازی).
اولین حافظه خازن احیا کننده با قابلیت دسترسی تصادفی ، لوله ویلیامز (1947) بود.  به همان شکلی که برای اولین کامپیوتر دیجیتال قابل برنامه ریزی عملی نصب شد، یک لوله ویلیامز می توانست مجموعاً 2560 بیت را در دو صفحه مرتب کند. یک صفحه یک آرایه از سی و دو عدد باینری 40 بیتی بود،که ظرفیت آن یک لوله اصلی ویلیامز-کیلبرن بود.  نرخ تجدید لازم با توجه به نوع CRT ای کا استفاده می شد تفاوت داشت.
دی رم مدرن (1966) یک حافظه خازن احیا کننده است. 

## یادداشت
الف.اگرچه برای استفاده به عنوان یک حافظه رایانه با دسترسی مستقیم مناسب نیست، حافظه فلش به شکل گسترده ای از ذخیره سازی انبوه خواندن و نوشتن با سرعت نوشتن بسیار فراتر از فناوری های رقیب مانند هارد دیسک تبدیل شده است.

## بیشتر خواندن
- دکر، آی.ای. Nieuwveld, W. A. C. (مه 1964). "یک حافظه خازن برای یک کامپیوتر آنالوگ". تحقیقات علمی کاربردی، بخش B. 11 (3-4): 247-254. doi: 10.1007/BF02922005. S2CID 108894706.

[[رده:ظرفیت خازنی]]
[[رده:حافظه رایانه]]